# Фуат Октай
Фуат Октай (нар. 1964 р.) — перший в історії віце-президент Туреччини з 9 липня 2018 року і до 3 червня 2023.

## Освіта та кар'єра
Народився Фуат Октай у районі Чекерек, провінція Йозгат. У 1985 році закінчив факультет менеджмента університету Чукурова (м. Адана). У 1990 році отримав докторський ступінь та диплом магістра за спеціалізацією машинобудування в Вейнському університеті (США).
Працював у таких компаніях, як General Motors, Chrysler, Turkish Airlines, Türk Telekom. З 2012 року очолював управління з попередження та ліквідації надзвичайних ситуацій Туреччини. З 2016 року був замісником прем'єр-міністра Туреччини.

## Особиста інформація
Одружений. Має 3 дітей. Вільно володіє англійською мовою.
1. ↑  https://www.tccb.gov.tr/kabine/cumhurbaskani-yardimcisi